# Муцу (город)
Муцу (яп. むつ市 Муцу-си) — город в Японии, находящийся в префектуре Аомори. Площадь города составляет 863,79 км², население — 61 611 человек (1 августа 2014), плотность населения — 71,33 чел./км².

## Географическое положение
Город расположен на острове Хонсю в префектуре Аомори региона Тохоку. С ним граничат посёлки Ома, Иокогама и сёла Хигасидори, Кадзамаура, Саи.

## Население
Население города составляет 61 611 человек (1 августа 2014), а плотность — 71,33 чел./км². Изменение численности населения с 1980 по 2005 годы:
| 1980 | 71 567 чел. |  |
| 1985 | 71 857 чел. |  |
| 1990 | 68 637 чел. |  |
| 1995 | 67 969 чел. |  |
| 2000 | 67 022 чел. |  |
| 2005 | 64 052 чел. |  |

## Символика
Деревом города считается туевик долотовидный, цветком — Rosa rugosa, птицей — лебедь-кликун.